# Hector Servadac

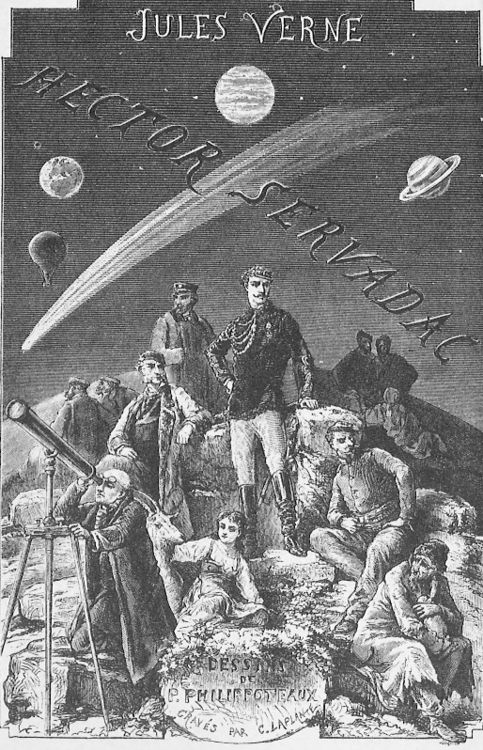
Strona tytułowa powieści, 1877.

Hektor Servadac: podróż wśród gwiazd i planet Układu Słonecznego (inne wersje tytułów wydań po polsku: Hektor Serwadac: podróże i przygody w państwie słonecznem, Hektor Servadac: przygody w podróży po światach słonecznych, Podróż naokoło Słońca)
, fr. Hector Servadac, 1877) – dwutomowa powieść Juliusza Verne’a z cyklu Niezwykłe podróże złożona z 24 rozdziałów (tom 1) i 18 rozdziałów (tom 2).
Pierwszy polski anonimowy przekład pojawił najpierw się w odcinkach w 1877 w dwutygodniku dla dzieci i młodzieży Świat (pt. Hektor Serwadac: podróże i przygody w państwie słonecznem) a w postaci książkowej w 1878 (pt. Hektor Servadac: przygody w podróży po światach słonecznych). Powieść tłumaczyli także Zbigniew Zamorski, pt. Podróż naokoło Słońca (przekład z 1925) i Włodzimierz Topoliński, pt. Hector Servadac: podróż wśród gwiazd i planet układu słonecznego (przekład z 1931).

## Zarys fabularny
Hector Servadac, Francuz pochodzący z Saint-Trelody w departamencie Żyronda, to bohater tytułowy i główny. Ma za sobą szkołę w Saint-Cyr, wyższą szkołę wojskową, służbę w pułku liniowym, pułku strzelców, pobyt w Algierze oraz wyprawę do Sudanu. Pełni obowiązki kapitana sztabowego w algierskiej prowincji Mustaghanim. Otrzymał Legię Honorową. Drugim ważnym bohaterem książki jest ordynans kapitana, Ben-Zouf, paryżanin.
Akcja rozpoczyna się pod koniec grudnia. Wtedy to kapitan i ordynans dostrzegają dziwne zjawiska, takie jak zmiana miejsc wschodu i zachodu słońca, zmniejszone przyciąganie, skrócenie długości dnia, spadek temperatury wrzenia itp. Wizja lokalna prowadzi kapitana do jednego wniosku: nieznany kataklizm spowodował, że podległy jego władzy teren stał się wyspą, a Ziemia została wytrącona ze swej orbity.
Kapitana odwiedza, przypłynąwszy na „Dobrynie” hrabia Wasyl Timaszew. Poczynił on podobne spostrzeżenia jak Servadac. Ten ostatni decyduje się popłynąć z hrabią w celu odszukania innych lądów. W czasie 35-dniowej podróży odnajdują skrawki Gibraltaru, władanego przez angielską załogę; wyławiają z morza butelkę z francuskim tekstem (potwierdzającym hipotezę porucznika Prokopa, podwładnego Timaszewa, o przebywaniu bohaterów na asteroidzie); docierają do resztek Madeleny i ratują jej mieszkankę, małą Ninę; odnajdują kolejny francuski tekst.
Po powrocie na Ostoję (jak nazwano Mostaganem) Servadac (gubernator Ostoi) odkrywa nowych mieszkańców- kilku Hiszpanów (wśród nich chłopca Pabla) i niemieckiego Żyda, Izaaka Hakhabuta, parającego się handlem.
Servadac został jednomyślnie wybrany gubernatorem Ostoi; asteroidzie nadano nazwę Galia (tak nazywały ją francuskie teksty); językiem oficjalnym stał się francuski. W obliczu nadchodzącej zimy rozpoczęto poszukiwania schronienia; znaleziono je w pobliżu czynnego wulkanu; obszar ten nazwano Gorącym Lądem.
Galijczycy otrzymali trzeci francuski tekst, oznajmiający, że księżyc Galii zwie się Nerina. Gołąb, który dostarczył wiadomość, pochodził z Formentery; tam też rozpoczęto poszukiwania nadawcy. Okazał się nim być niegdysiejszy profesor fizyki Servadaca, profesor Palmyrin Rosette. Jego odnalezieniem kończy się część pierwsza.
Trzydziesty szósty Galijczyk wyjaśnił Servadacowi i innym ich sytuację; przelatująca 31 grudnia nad Ziemią kometa (nazwana przezeń Galią) musnęła ją, zabierając jej obszary, które odkryli w czasie podróży Timaszew i Servadac. Profesor podał także do ich wiadomości wszystkie wymiary Galii, posługując się wagą Kakhabatu i prowizorycznym (utworzonym z monet) wzorem kilograma i metra.
Obliczono także czas, jaki potrzebowała kometa, by wrócić na Ziemię; porucznik Prokop zaproponował zbudowanie balonu, który prześlizgnąłby się między atmosferą Galii i Ziemi w odpowiednim momencie. Zanim do tego doszło, kometa rozpadła się na dwie części: załoga posterunku gibraltarskiego „opuściła” Galię. Plan Prokopa powiódł się; Galijczycy wylądowali na Ziemi w tym miejscu, z którego wystartowali.